# Фритьоф (бронепалубен крайцер, 1895)
Фритьоф (на норвежки: KNM Frithjof) e малък бронепалубен крайцер на Кралските ВМС на Норвегия от края на 19 век. Фактически представлява промеждутъчен клас между крайцер и канонерка. Първоначално е класифициран като канонерска лодка от 1-ви ранг, но има бронирана палуба за защита на кораба. Съвместява силно артилерийско въоръжение в много малка водоизместимост – нещо типично за флота на Норвегия. От 1908 г. е учебен кораб, изваден от състава на флота и предаден за скрап през 1928 г.